# Ittling (Straubing)
Ittling ist ein Stadtteil der kreisfreien Stadt Straubing in Niederbayern und die östlichste im Stadtgebiet liegende Gemarkung.

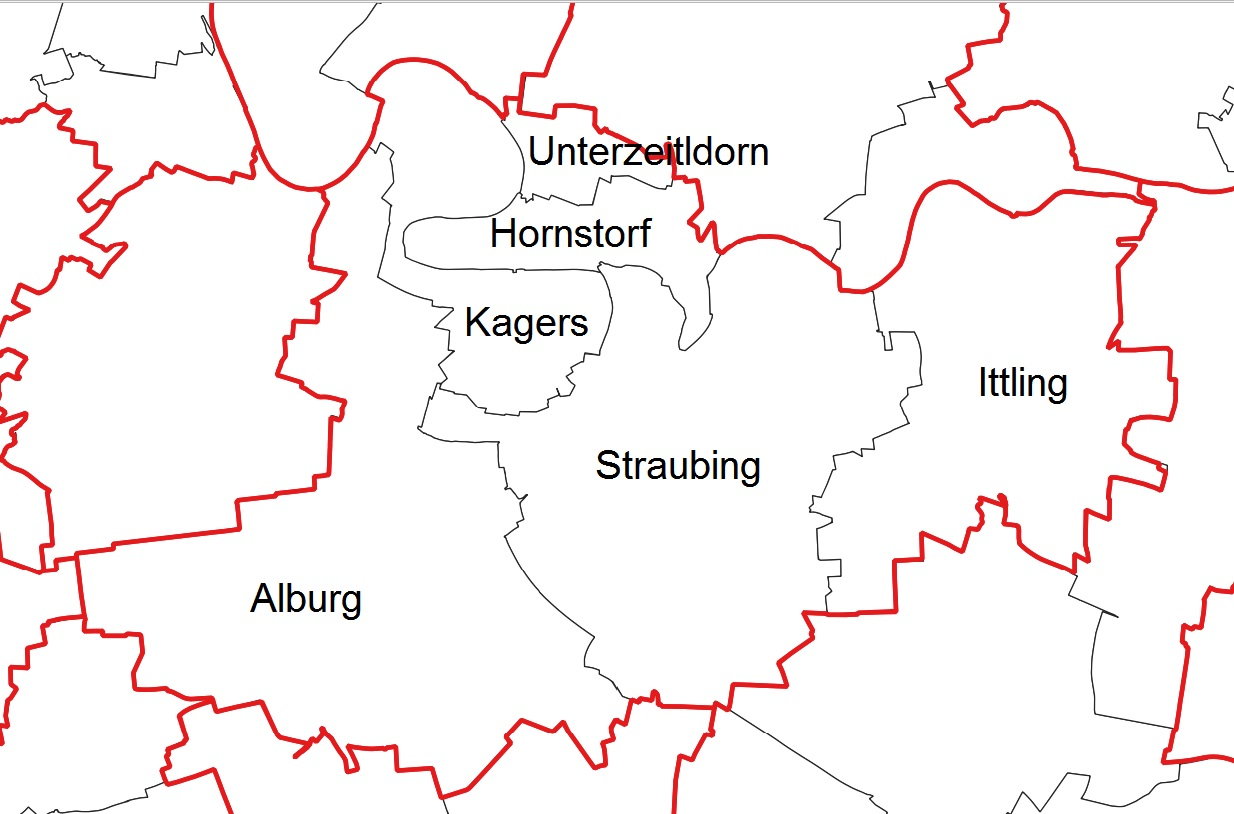
Ittling ist die östlichste Gemarkung im Stadtgebiet von Straubing

## Geographie
Ittling liegt im Osten des Stadtgebietes und verfügt über eine Anbindung an die Bundesstraße 20 und die Bahnstrecke Straubing–Miltach. Durch den Ort fließen der Obere Leimbach und die Aitrach.
Zur ehemaligen Gemeinde Ittling, die in etwa der heutigen Gemarkung entspricht, gehören auch die Dörfer Haid, Oberöbling und Unteröbling, die Weiler Hofstetten und Rohrhof sowie die Einöde Eglsee.

## Geschichte
Bei Ittling-Sand fanden sich Hinweise auf eine bereits vorgeschichtliche Besiedelung. Bei Ittling-Hofstetten wurden Gräber aus der Merowingerzeit entdeckt.
Ittling gehörte zum außerhalb der Stadt Straubing gelegenen Propsteiland des Augsburger Domkapitels und war laut Salbuch von 1444 Sitz eines Amtes. 1535 erwarb der Landesherr den Besitz. Im Gerichtsverzeichnis von 1599 wird Ittling als eine dem Renthaus Straubing unterworfene Hofmark erwähnt. Eine während des Spanischen Erbfolgekrieges entstandene nicht genehmigte Wallfahrt nach Ittling wurde im März 1708 auf Anordnung der österreichischen Besatzung stillgelegt.
Am 1. Juli 1972 kam die Gemeinde Ittling im Zuge der Gemeindegebietsreform zur Stadt Straubing. Der ländlich geprägte Stadtteil entwickelte sich wegen seiner günstigen Lage an der B 20 sowie der Nähe der Gewerbe- und Industriegebiete Straubing-Ost und Straubing-Sand zur bevorzugten Wohngegend. Mit seinen ausgedehnten Wohnsiedlungen und etwa 6500 Einwohnern hat Ittling einen vorstädtischen Charakter. Der Stadtteil ist in den letzten Jahrzehnten stark gewachsen. Durch Ansiedlung im Neubaugebiet Zwiequanterin verdoppelte sich die Fläche von Ittling in den vergangenen Jahren nahezu.

## Einwohnerentwicklung
- 1835: 0253 Einwohner[2]
- 1871: 0364 Einwohner[3]
- 1885: 0402 Einwohner[4]
- 1900: 0441 Einwohner[5]
- 1925: 0503 Einwohner[6]
- 1950: 0936 Einwohner[7]
- 1961: 1004 Einwohner[8]
- 1970: 2652 Einwohner[9]
- 1987: 3839 Einwohner[10]

## Sehenswürdigkeiten
- Pfarrkirche St. Johannes Baptist, erbaut 1848 bis 1850 im neuromanischen Baustil mit unverputzter Klinkerfassade. Die Vorgängerkirche war 1841 niedergebrannt.

## Bildung
- Grundschule Straubing-Ittling
- Mittelschule Straubing-Ittling
- Kindergarten St. Johannes
- AWO Kindergarten
- Zweigstelle der Stadtbücherei Straubing, eröffnet 1991

## Vereine
- Rasensportverein Ittling 1931
- Freunde Ittlings e. V.
- CSU Ortsverband Straubing-Ittling
- TC Ittling
- Aitrachschützen Ittling, gegründet 1960
- Freiwillige Feuerwehr der Stadt Straubing Löschzug Ittling
- Schlittschuhclub Kondor Ittling
- 1. MWSC Straubing, Motorboot und Wasserskier Club, Aitrachstrasse
- Stockclub Ittling
- KLJB Ittling-Amselfing
- Krieger- und Soldatenkameradschaft Ittling-Amselfing
- Wanderverein Gäubodenwanderer Ittling